# Pålsjötjärnen
Pålsjötjärnen är en sjö i Ovanåkers kommun i Hälsingland och ingår i Dalälvens huvudavrinningsområde. Sjön har en area på 0,098 kvadratkilometer och ligger 281 meter över havet.

## Delavrinningsområde
Pålsjötjärnen ingår i det delavrinningsområde (679792-148464) som SMHI kallar för Mynnar i Hälsingaspen. Medelhöjden är 300 meter över havet och ytan är 27,95 kvadratkilometer. Det finns inga avrinningsområden uppströms utan avrinningsområdet är högsta punkten. Vattendraget som avvattnar avrinningsområdet har biflödesordning 4, vilket innebär att vattnet flödar genom totalt 4 vattendrag innan det når havet efter 317 kilometer. Avrinningsområdet består mestadels av skog (86 procent). Avrinningsområdet har 1,14 kvadratkilometer vattenytor vilket ger det en sjöprocent på 4,1 procent.